# Soumia
Pour les articles homonymes, voir Soumia.
Soumia de son vrai nom Soumia Bahri est une chanteuse de zouk. Elle est née le 27 août 1977 à Saint-Mandé.
Elle débute comme choriste, avant de se faire remarquer par l'auteur compositeur chanteur Ronald Rubinel, qui produit la produit sur sa compilation Rubizouk. C'est le tube Temps pour temps chanté en duo avec Talina qui la révèle au public.

## Discographie

### Singles / Clips
- 2002 : Mes sentiments
- 2002 : Rendez moi
- 2003 : Je sais qui elle est (Feat. Kaysha)
- 2005 : Ton silence
- 2009 : La prisonnière
- 2009 : La isla bonita
- 2011 : Quand tu n'es pas là
- 2012 : Méné mwen
- 2013 : Reviens
- 2014 : Femmes fatales 7 (Feat. Perle Lama)